# Fine primo tempo
Fine primo tempo è un album musicale di Roberto Tardito, pubblicato nel 2012. 

## L'album
L'album è stato realizzato per il mercato tedesco, distribuito in occasione del tour che ha avuto luogo in Germania tra il 2012 e il 2013. Raccoglie 24 brani tratti dai precedenti album, in particolar modo da Se fossi Dylan e Punto di fuga.

## Tracce

### Disco 1
Testi e musiche di Roberto Tardito.
1. Irisheart – 4:33
2. Sogno di una notte di mezza estate – 3:50
3. Il profeta – 2:58
4. Cantico – 5:40
5. Oltre la frontiera – 3:19
6. Se fossi Dylan – 3:29
7. Il volo delle signore di lingua francese – 4:24
8. Foglie – 3:22
9. Laika – 3:51
10. La via delle spezie – 2:59
11. L'attesa – 3:31
12. Katia – 3:23
13. Paganini – 2:11
14. Neve – 2:49

### Disco 2
Testi e musiche di Roberto Tardito.
1. Non facciamo mai niente – 2:54
2. Tutù – 4:34
3. Laridé – 2:48
4. Tirreno – 2:09
5. Iris – 3:59
6. Se c'è una cosa che odio – 4:25
7. Maria è nuda – 3:41
8. Allunga la mano – 3:54
9. Alto tradimento – 3:15
10. Meridéz – 3:40

## Formazione
- Nicholas Burns – batteria
- Patrick Chartol – basso
- Steve Cooper – batteria, percussioni
- Jean-Philippe Fanfant – batteria
- Riccardo Galardini – chitarre acustiche, chitarre classiche, slide
- Lisa Maria Gomez – flauto
- Alberto Guareschi – contrabbasso
- Agostino Marangolo – batteria
- Antonio Marangolo – sassofono, percussioni
- Barnabe Matsiona – isshakausansun
- Carlos Meza – percussioni
- Pier Michelatti – basso
- David Mirandon – cajon, bodhran, percussioni
- Clem Mounkala – chitarre classiche, chitarre acustiche
- Heiko Plank – plank guitar
- Jean-Marc Rohart – fisarmonica
- Peter Sitka – basso, contrabbasso
- Milen Slavov – fisarmonica
- Nathan Steers – chitarre elettriche, dobro
- Roberto Tardito – voce, chitarre acustiche, chitarre classiche, chitarre elettriche, bouzouki, organo hammond, pianoforte, armonica, oud, basso, contrabbasso, synth
- Brian Wares – armonica
- Vincenzo Zitello – arpa celtica, violino, viola, tin whistle, low whistle